# 대니얼 아맘
대니얼 아맘(Daniel Amalm, 1979년 2월 16일 ~ )은 오스트레일리아의 배우이다.

## 출연 작품
- 시더 보이즈 (2009)
- 홈 앤 어웨이 (1988)